# Remijia macrocnemia
Remijia macrocnemia är en måreväxtart som först beskrevs av Carl Friedrich Philipp von Martius, och fick sitt nu gällande namn av Hugh Algernon Weddell. Remijia macrocnemia ingår i släktet Remijia och familjen måreväxter. Inga underarter finns listade i Catalogue of Life.